# Antiqua sanctorum patrum
Antiqua sanctorum patrum was een pauselijke bul, uitgevaardigd door paus Gregorius VII op 20 april 1079, waarmee een herstructurering plaatsvond binnen de Rooms-Katholieke Kerk in Frankrijk.
De bul werd geschreven tijdens de periode van de Investituurstrijd, waarbij de wereldlijke macht –met steun van kerkelijke gezagsdragers- zich keerde tegen de hervormingen van paus Gregorius VII. De paus veroordeelde de benoemingen van geestelijken door koningen en sommeerde de geestelijkheid
- af te treden indien hun kerkelijke positie verkregen was tegen betaling (simonie)
- de aankoop van kerkelijke rechten tegen te gaan
- af te treden indien het celibaat niet in acht werd genomen

Met name Hendrik IV van het Heilige Roomse Rijk kon rekenen op de steun van geestelijken uit Frankrijk en Duitsland als het ging om het verzet tegen de paus.
De herindeling van de kerkelijke gebieden kwam erop neer, dat het bisdom Lyon verheven werd tot aartsbisdom –onder leiding van de later heilig verklaarde St Gebuinus- en dat de kerkprovincies Rouen, Tours en Sens als suffragane bisdommen onder het bestuur van Lyon vielen. Naast aartsbisschop werd Gebuinus tevens benoemd tot primaat van Gallië.
De verheffing van het bisdom Lyon tot aartsbisdom en de benoeming van de aartsbisschop tot primaat van Gallië was een directe provocatie richting Sens, dat al bijna twee eeuwen beide titels hield. Deze resolute stap van de paus volgde op een onenigheid die ontstaan was tussen de (voormalige) aartsbisschop en de paus tijdens een synode in Lyon. Door deze maatregelen echter hoopte paus Gregorius VII het Franse episcopaat achter zich te scharen in zijn strijd tegen Hendrik IV.